# Mai 1994

## Événements
- 1er mai (Formule 1) : Grand Prix automobile de Saint-Marin 1994. Ayrton Senna se tue au volant d'une Williams F1 sur le circuit d'Imola.

- 4 mai : accord d’autonomie de la Palestine.
- 6 mai : inauguration du tunnel sous la Manche (François Mitterrand et Élisabeth II).

- 8 mai : assassinat à Alger de sœur Paul-Hélène Saint-Raymond et de frère Henri Vergès, bibliothécaires.

- 10 mai
  - discours d'investiture de Nelson Mandela, premier président noir de l'Afrique du Sud[1].
  - Éclipse solaire du 10 mai 1994

- 12 mai : cessez-le-feu entre l'Arménie et l'Azerbaïdjan.

- 15 mai (Formule 1) : Grand Prix automobile de Monaco.

- 29 mai (Formule 1) : Grand Prix automobile d'Espagne.

## Naissances en mai 1994
- 1 mai : Khamzat Chimaev, combattant de MMA.
- 3 mai :
  - Gaëtan Laborde, footballeur français.
  - Jessica Sula, actrice galloise.
- 4 mai : Alexander Gould, acteur américain.
- 9 mai : Félix Girard, joueur de hochey professionnel.
- 21 mai : Tom Daley, plongeur britannique.
- 24 mai : Emma McKeon, nageuse australienne.
- 27 mai : 
  - Aymeric Laporte, footballeur français.
  - Shawnacy Barber, athlète canadien († 17 janvier 2024).
- 28 mai : 
  - Adrien Laurent, acteur porno et influenceur français
  - Paul Onuachu, joueur de football nigérian.
- 30 mai : Madeon, compositeur français de musique électronique.
- 31 mai
- Joey Scarpellino, acteur canadien.
- Anna-Maria Siekmucka, actrice polonaise

## Décès en mai  1994
- 1er mai : décès du pilote de Formule 1 Ayrton Senna lors du Grand Prix de Saint-Marin(maintenant le grand prix d'Emilie Romagne)
- 8 mai : George Peppard, acteur.
- 12 mai :
  - Catherine Berndt,  anthropologue australienne (° 8 mai 1918).
  - John Smith, homme politique britannique.
- 17 mai : Alain Cuny, comédien.
- 19 mai : Jacqueline Kennedy Onassis, première dame des États-Unis (1961-1963).
- 23 mai :
  - Jacques-Arnaud Penent, journaliste et écrivain français (° 25 avril 1943).
  - Pablo Muñoz Vega, cardinal équatorien, jésuite et archevêque de Quito (° 23 mai 1903).
  - Luis Ocaña, coureur cycliste espagnol.
- 29 mai : Erich Honecker, ex-président de la RDA.
- 30 mai : 
  - Marcel Bich, industriel français.
  - Agostino Di Bartolomei, footballeur italien.